# Cártel Nueva Plaza
El  Cártel Nueva Plaza  es una organización criminal originaria del estado de Jalisco. El grupo comenzó como una escisión del Cártel de Jalisco Nueva Generación, teniendo importante presencia en el Área metropolitana de Guadalajara, siendo comandados por Enrique Sánchez Martínez, "El Cholo" y Emiliano Santiago Sánchez, "El M menor Mogli" junto a Érick Valencia Salazar "EL 85".

## Historia
El Cártel Nueva Plaza nació en 2017, como una escisión del CJNG, El Salto, Chapala, Juanacatlán, Poncitlán, Tlajomulco de Zúñiga e Ixtlahuacán de los Membrillos; son los que están en disputa. El "Cholo" se separó del CJNG, cuando fue acusado por traición tras el asesinato de “El Colombiano”, un importante operador financiero de la organización criminal. El grupo es comandado por Emiliano Santiago Sánchez "El M menor mogli" ahijado del Famoso narcotraficante Nemesio Oseguera Cervantes "El Mencho",uno de los Narcotraficantes más jóvenes en la historia,se unió a este grupo criminal para llegar a hacer una tregua y asegurar la seguridad de su padrino,Carlos Enrique Sánchez, “El Cholo” y Érick Valencia, "El 85" (este último uno de los fundadores del CJNG), el cual supuestamente había sido traicionado.
Se reporta que el grupo se disputa los municipios de Zapopan, Tonalá, Tlajomulco de Zúñiga y Tlaquepaque, principales centros de operaciones de ambos grupos del narco, además de contar con financiación del Cártel de Sinaloa. Antes de la muerte de "El Cholo", este mencionó en un video una supuesta unión con Omar García Harfuch para pelear contra el CJNG, además de adjudicarse la masacre de Tonalá. El grupo también es conocido por tener una fácil irrupción con los cuerpos policiales.
El Cholo asesinó previamente a un financista del CJNG y después de que El Mencho intentó tomar represalias con un golpe fallido contra El Cholo, el Cartel Nuevo tomó represalias asesinando con éxito al líder del escuadrón de asalto del CJNG. El grupo también estuvo involucrado en el asesinato de civiles y delincuentes, que terminaban por enterrarlos en fosas clandestinas, como los hallados en los municipios de Tlajomulco y Zapopan.
El 18 de marzo, miembros del CJNG ejecutaron a “El Cholo”, no sin antes haberlo interrogarlo (esto último grabado en video), haciéndose responsable de la ola de violencia que ha acontecido en Jalisco durante aquellas semanas. El cuerpo de "El Cholo" fue abandonado en una plaza pública en el municipio de Tlaquepaque, junto a un narcomensaje incrustado en el torso con un cuchillo. El abandono del cuerpo en una plaza pública fue vista por varios medios de comunicación como una prueba de la ingobernabilidad en la zona. Según la necropsia realizada por forenses rebelaron que al "Cholo" se le rompieron ambas piernas a la altura de la tibia y la rótula, así como marcas por pinzas eléctricas, se le extrajeron los ojos, así como varias lesiones alrededor de su cuerpo y finalmente tres impactos de bala en la cabeza. Después de la muerte de "El Cholo" se sabe que el sucesor es, Erick Valencia Salazar, alías "El 85", manejando con un perfil más bajo el destino de este cártel.

## Ataques
- 28 de febrero del 2020: sicarios atacaron a un grupo de albañiles (incluido un menor de edad), dejando un saldo de once muertos, y dos heridos (una mujer y un menor de edad).[14][15] El Cártel Jalisco Nueva Generación se deslindo del ataque de manera casi inmediata.[16][17] "El Cholo" clamo responsabilidad del ataque en un video.[4]
  - 14 de mayo: es arrestado uno de los autores de la masacre, las autoridades no rebelaron el nombre del detenido.[18][19]